# Trachelyopterus
Trachelyopterus is een geslacht van straalvinnige vissen uit de familie van de houtmeervallen (Auchenipteridae).

## Soorten
- Trachelyopterus albicrux (Berg, 1901)
- Trachelyopterus amblops (Meek & Hildebrand, 1913)
- Trachelyopterus analis (Eigenmann & Eigenmann, 1888)
- Trachelyopterus brevibarbis (Cope, 1878)
- Trachelyopterus ceratophysus (Kner, 1858)
- Trachelyopterus coriaceus Valenciennes, 1840
- Trachelyopterus fisheri (Eigenmann, 1916)
- Trachelyopterus galeatus (Linnaeus, 1766)
- Trachelyopterus insignis (Steindachner, 1878)
- Trachelyopterus isacanthus (Cope, 1878)
- Trachelyopterus lacustris (Lütken, 1874)
- Trachelyopterus leopardinus (Borodin, 1927)
- Trachelyopterus lucenai Bertoletti, Pezzi da Silva & Pereira, 1995
- Trachelyopterus peloichthys (Schultz, 1944)
- Trachelyopterus striatulus (Steindachner, 1877)
- Trachelyopterus teaguei (Devincenzi, 1942)